# Sacha Galperine
 (avril 2016).
Si vous disposez d'ouvrages ou d'articles de référence ou si vous connaissez des sites web de qualité traitant du thème abordé ici, merci de compléter l'article en donnant les références utiles à sa vérifiabilité et en les liant à la section « Notes et références ».
Pour les articles homonymes, voir Galpérine.
Sacha Galperine, né le 2 mai 1980 à Tcheliabinsk en ex-URSS, est un compositeur de musique de film français d'origine russe et ukrainienne. Il compose souvent en duo avec son frère Evgueni Galperine.

## Biographie
Sacha Galperine forme un duo avec son frère Evgueni Galperine, pour la composition de musiques de film. Il est le fils de Youli Galperine, compositeur de musique classique ukrainien.

## Filmographie

### Cinéma

#### Longs métrages
- 2009 : The Warrior and the Wolf (Láng zāi jì) de Tian Zhuangzhuang
- 2009 : LAN de Jiang Wenli
- 2010 : L'Homme qui voulait vivre sa vie d'Éric Lartigau
- 2011 : L'Envahisseur de Nicolas Provost
- 2011 : Eva de Kike Maillo
- 2011 : Les Infidèles de Michel Hazanavicius, Éric Lartigau, Jean Dujardin, Fred Cavayé, Alexandre Courtes, Gilles Lellouche et Emmanuelle Bercot
- 2013 : L'Autre vie de Richard Kemp de Germinal Alvarez
- 2013 : Malavita de Luc Besson
- 2013 : Les Invincibles de Frédéric Berthe
- 2014 : Madame Bovary de Sophie Barthes
- 2014 : Le Dernier coup de marteau d'Alix Delaporte
- 2014 : La Famille Bélier d'Éric Lartigau
- 2015 : La Résistance de l'air de Fred Grivois
- 2016 : The Whole Truth de Courtney Hunt
- 2016 : Ils sont partout de Yvan Attal
- 2016 : Ma vie de chat (Nine Lives) de Barry Sonnenfeld
- 2017 : Faute d'amour d'Andreï Zviaguintsev
- 2018 : Les Moissonneurs (The Harvesters) d'Etienne Kallos
- 2018 : Les Fauves de Vincent Mariette
- 2019 : Grâce à Dieu de Francois Ozon
- 2019 : Radioactive de Marjane Satrapi
- 2020 : #Jesuislà d'Éric Lartigau
- 2020 : Médecin de nuit d'Élie Wajeman
- 2020 : Les Leçons persanes de Vadim Perelman
- 2020 : Gagarine de Fanny Liatard et Jérémy Trouilh
- 2021 : Murina d'Antoneta Alamat Kusijanović
- 2021 : L'Événement d'Audrey Diwan
- 2021 : Des feux dans la plaine (平原上的火焰) de Zhang Ji (zh)
- 2021 : Ce qui reste d'Anne Zohra Berrached
- 2022 : La Dernière Reine (El akhira) d'Adila Bendimerad et Damien Ounouri
- 2022 : Sentinelle sud de Mathieu Gerault
- 2022 : Ma famille afghane de Michaela Pavlátová
- 2022 : La Gravité de Cédric Ido
- 2022 : Cet été-là d'Eric Lartigau
- 2023 : Une affaire d'honneur de Vincent Perez
- 2023 : The Pod Generation de Sophie Barthes
- 2023 : Vivants d'Alix Delaporte
- 2024 : Kraven the Hunter de J. C. Chandor
- 2024 : Quand vient l'automne de François Ozon
- 2024 : Emmanuelle d'Audrey Diwan
- 2024 : La Pampa d'Antoine Chevrollier

#### Courts métrages
- 2013 : Nuisible de Tom Haugomat et Bruno Mangyoku
- 2014 : The Moor de George Kyrtsis
- 2016 : Lil Buck at Fondation Louis Vuitton d'Andrew Margetson

### Télévision

#### Séries télévisées
- 2016-2020 : Baron noir, 3 saisons réalisées par Ziad Doueri, Antoine Chevrollier et Thomas Bourguignon
- 2020 : The Undoing, mini-série de 6 épisodes, réalisée par Susanne Bier et écrite par David E. Kelly
- 2021 : Scenes from a Marriage, mini-série de 5 épisodes, écrite et réalisée par Hagai Levi
- 2022 : Oussekine, mini-série de 4 épisodes écrite et réalisé par Antoine Chevrollier
- 2022 : Esprit d'hiver, mini-série de 3 épisodes écrite par Florence Vignon, coécrite et réalisée par Cyril Mennegun
- 2024 : Becoming Karl Lagerfeld, mini-série de 6 épisodes écrite par Raphaëlle Bacqué, Jennifer Have, Isaura Pisani-Ferry, réalisée par Audrey Estrougo et Jérôme Salle
- 2024 : Mon petit renne (Baby Reindeer), mini-série de 7 épisodes écrite par Richard Gadd, réalisée par Weronika Tofilska et Josephine Bornebusch

#### Téléfilms
- 2017 : The Wizard of Lies de Barry Levinson
- 2018 : Paterno de Barry Levinson
- 2020 : Asie Centrale, l'appel de Daesh de Gulya Mirzoeva